# Le mie canzoni più belle
Le mie canzoni più belle è il trentatreesimo album in studio della cantante italiana Iva Zanicchi, pubblicato il 17 gennaio 2020 dalla Luvi Records. Si tratta di un doppio album uscito in occasione dei suoi ottant'anni. Il primo disco è la ristampa dell'album In cerca di te del 2013, mentre il secondo disco contiene i suoi maggiori successi reincisi in versioni totalmente nuove..
Le versioni dei brani Il mio bambino e Amaro amarti, invece, sono quelle già registrate nel 2007 e poi sostituite da ulteriori nuove versioni inserite nel nuovo album, Colori d'amore, pubblicato due anni dopo, nel 2009, in occasione della sua partecipazione al Festival di Sanremo.

## Tracce
CD 1
1. Abat-jour (Stolz, Cobianco, Neri)
2. The man I love (G. e I. Gershwin)
3. Mille lire al mese (Innocenzi, Sopranzi)
4. Nebbia (Vallini, Tettoni)
5. In cerca di te (Sciorilli, Testoni)
6. Addormentarmi così (Mascheroni, Biri)
7. T'ho voluto bene (Redi, Dobbins, Galdieri)
8. Quien serà (Ruiz)
9. Amare un altro (Fabor, Pazzaglia)
10. Arrivederci (Bindi, Calabrese)
11. Estate (Martino, Brighetti)
12. I ricordi della sera (Giacobetti, Savona)
13. Amore fermati (feat. Fred Bongusto) (Kramer, Terzoli, Zapponi)

CD 2
1. Fra noi (È finita così) (Albula, Amadesi)
2. La notte dell'addio (Testa, Diverio, Remigi, Amadesi)
3. Non pensare a me (Testa, Sciorilli)
4. Le montagne (Ci amiamo troppo) (Cassia, Spector, Greenwich)
5. Come ti vorrei (Specchia, Russel)
6. Zingara (Riccardi, Albertelli)
7. Vivrò (My prayer) (Bertini, Boulanger)
8. Fiume amaro (Theodorakis, Tuminelli)
9. Un uomo senza tempo (Jose, Lombardi)
10. La riva bianca, la riva nera (Testa, Sciorilli)
11. Coraggio e paura (C. e C. Castellari)
12. Il mio bambino (Mogol, Battisti)
13. Ciao, cara, come stai? (Dinaro, Damiano, Janne, Malgioglio)
14. Testarda io (La mia solitudine) (Malgioglio, Carlos)
15. Amaro amarti (Ferro)